# 前日譚
前日譚（ぜんじつたん）、プリクエル（英語: prequel）とは、文学、演劇、映画などの作品で、オリジナルの物語の前に起こる出来事に焦点を当てて、前の作品の物語に先行するもの、前作のバックストーリーの一部を構成する作品のことである。
「prequel」という言葉は、接頭語の「pre」（ラテン語のprae「前に」から）と「sequel」（続編）からなる20世紀の造語である。
続編と同様に、前作も原作と同じ筋書きになる場合とならない場合がある。多くの場合、前作で起きた出来事の背景を説明するが、その関連性が完全には明らかでないこともある。また、観客が次に何が起こるかを知っていることを利用し、意図的に参照することで劇的なイロニーを生み出すこともある。

## 歴史
「プリクエル」という言葉は最近生まれたものであるが、このコンセプトに合った作品はずっと前から存在していた。『キュプリア』は、ホメロス叙事詩の出来事を知っていることを前提に、『イーリアス』の前の出来事に限定し、一種の導入部を形成していた。
オックスフォード英語辞典によると、「prequel」という言葉が初めて活字になったのは1958年、アントニー・バウチャーが「ファンタジイ・アンド・サイエンス・フィクション」に寄稿した記事の中で、ジェイムズ・ブリッシュが1956年に発表した物語『They Shall Have Stars』を説明する際に使われた。その後、1970年代から1980年代にかけて一般的に使われるようになった。
1979年に公開された『新・明日に向って撃て!』は、「プリクエル」という言葉を主流にしたとも言われている。この言葉はその後、「スター・ウォーズ」プリクエル・トリロジー（prequel trilogy）（1999年～2005年）によって広まった。
前日譚の例としては、C・S・ルイスが1955年に出版した児童書『魔術師のおい』が挙げられる。この本は、1950年に出版された『ライオンと魔女』に始まるルイスの7冊のシリーズ「ナルニア国ものがたり」の主題であるナルニア国の誕生を説明している。
1956年に発表されたR・F・デルダーフィールドの小説『ベン・ガンの冒険』は、小説『宝島』の前日譚として書かれたものである。
日本で「前日譚」という言葉が使われ始めた時期は定かではないが、2023年の時点で主な国語辞典には記載されていない。ただし、インターネット上に提供されているデジタル大辞泉には記載がみられ、「後日談」の対義語とされている。尚、「後日譚」は「後日談」の類義語とされているが、「前日譚」の類義語に「前日談」という言葉の記載は存在しない。

## 使われ方
前日譚は、続編とは異なる概念であるというよりも、その内部の年表と出版順によってのみ定義される、一般的な連載の原則に従っている。
例えば、『スター・ウォーズ エピソード1/ファントム・メナス』（1999年）は、『スター・ウォーズ エピソード6/ジェダイの帰還』（1983年）の前日譚であるが、公開順の関係で『スター・ウォーズ エピソード2/クローンの攻撃』（2002年）の前作に過ぎない。同様に、1984年の『インディ・ジョーンズ/魔宮の伝説』は、1作目の1年前の1935年を舞台にしているという点で、1981年の『レイダース/失われたアーク《聖櫃》』の前日譚となっている。

### 組み合わせ
「前日譚」とは、間テクスト性の観点からのみ定義されたラベルを適用することが必ずしも可能ではない後続作品を指すこともある。
『ゴッドファーザーPART II』の場合、物語は、前作の続き（マイケル・コルレオーネ率いるマフィア一家の物語）と、それに先立つ出来事（父ヴィトー・コルレオーネの若かりし頃の物語）の2つの物語を相互に組み合わせることで、前日譚の要素と、より一般的な続編の要素を組み合わせている。この意味で、この作品は「Prequel and a sequel」（前日譚と続編）（つまり、先行する物語と継続する物語）とも言え、このように呼ばれることが多い。
タイムトラベルをすると、歴史がどれだけ大きく変わるかによって、作品が前日譚と続編の両方、または前日譚と「ソフト」リブートの両方と見なされることがよくある。ソフトリブート前日譚の例としては、2009年の『スター・トレック』、『X-MEN:フューチャー&パスト』、『ターミネーター: 新起動/ジェニシス』などが挙げられる。
タイムトラベルの続編前日譚は、オリジナルの『猿の惑星』シリーズに見られる。後半の3作では、前2作よりも時系列的に前の世界の出来事が描かれているにもかかわらず、前2作に登場した3匹の猿が時間を遡ることで、物語自体は主人公たちにとって連続したものとなっている。
後半の『新・猿の惑星』は、1作目の続編であると同時に前日譚でもある。『Transformers: Beast Wars』は、タイムトラベルを利用して、他のシリーズ（この場合はオリジナルのトランスフォーマーのアニメ）の続編と前日譚の両方の役割を果たしたテレビシリーズの例である。
また、「プリクエル」という言葉は『猿の惑星: 創世記』、『バットマン ビギンズ』、『007 カジノ・ロワイヤル』など、オリジン・ストーリー（起源の物語）をリブートした作品にも適用されているが、時として間違った意味を持つ。
『バットマン ビギンズ』と『猿の惑星: 創世記』の製作者は、前作の連続性を排除して別の作品として存在することを意図しており、『バットマン ビギンズ』の監督であるクリストファー・ノーランは、この作品をプリクエルとは考えていないと明言している。
ここでいう「プリクエル」とは、（内部的に矛盾した）物語サイクルの中で前作よりも早い段階で出来事を描く、「シリーズをリニューアルするオリジナル作品」としての地位を意味する。
ほとんどの視聴者は、プリクエルは元の作品の冒頭につながるものでなければならないとしているが、これは、前作の物語を捨て、同じ連続性の中に有意に含まれていない作品とは矛盾する。また、他の作品よりも先に公開され、時系列的にも先に設定されている作品を指すこともある。しかし、この使い方は、プリクエルが続編の一種であることと矛盾する。